# S.S. Port Nicholson

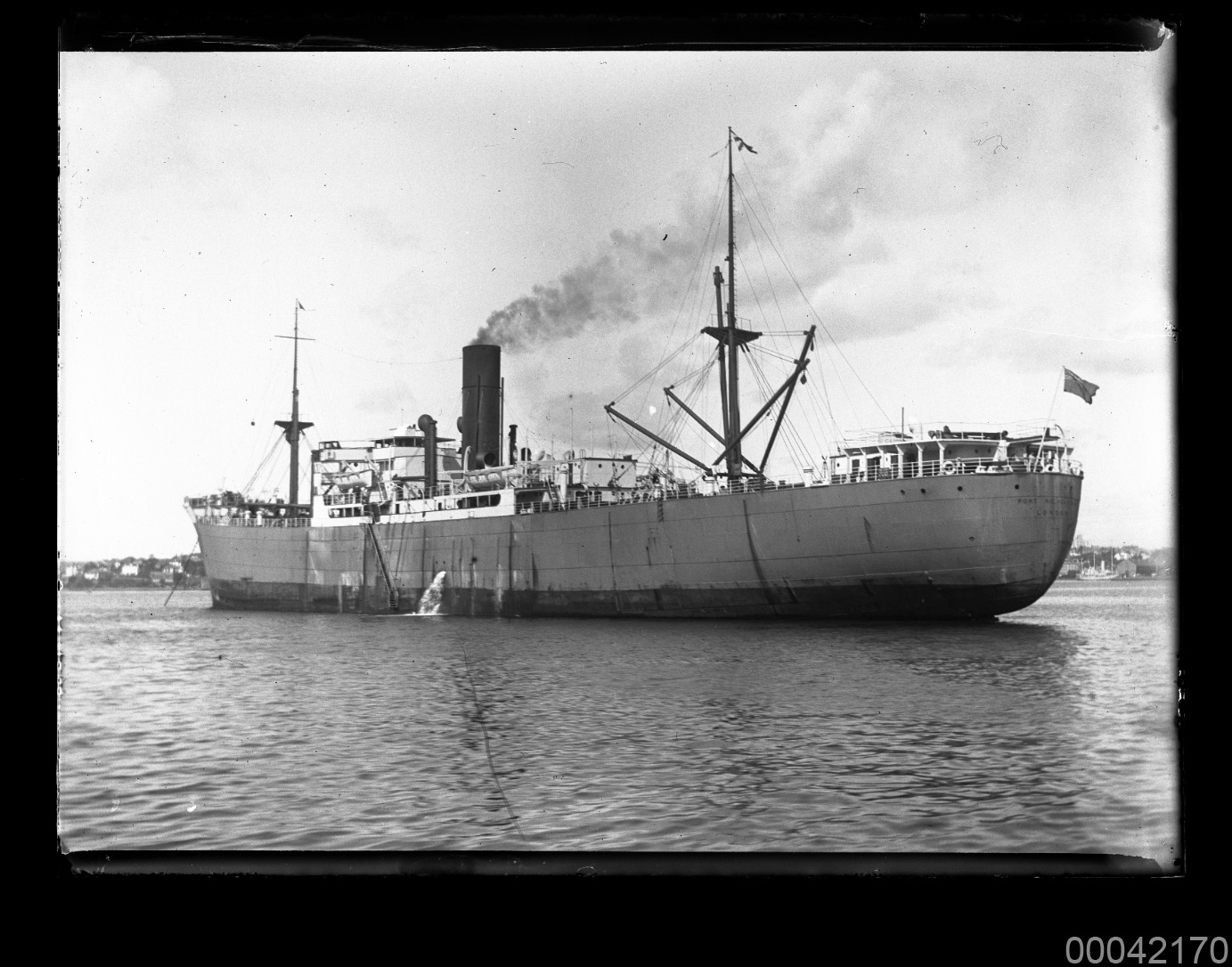
Le S.S. Port Nicholson en 1931.

Le S.S. Port Nicholson est un cargo britannique, torpillé par l'armée allemande en 1942.
Au moment de couler, le bateau transportait 71 tonnes de platine, paiement de l'Union soviétique, aux États-Unis, pour l'achat d’armement de guerre pendant la Seconde Guerre mondiale. En 2012, ce métal est encore sous les eaux, pour une valeur contemporaine de 3 milliards de dollars.
Un chercheur de trésors américain prétend avoir trouvé l'épave à 50 kilomètres au large du cap Cod.